# Rubus papuanus
Rubus papuanus är en rosväxtart som beskrevs av Rudolf Schlechter och Friedrich Ludwig Diels. Rubus papuanus ingår i släktet rubusar, och familjen rosväxter. Inga underarter finns listade i Catalogue of Life.